# Dragon Ball Super
Dragon Ball Super (Japans: ドラゴンボール超スーパー Hepburn: Doragon Bōru Sūpā?) is een Japanse mangaserie geschreven door Akira Toriyama en geïllustreerd door Toyotarō. De manga werd gepubliceerd door uitgeverij Shueisha in het tijdschrift V Jump in 2015. De gelijknamige animeserie, geproduceerd door Toei Animation, werd uitgezonden in Japan van 5 juli 2015 tot 25 maart 2018. De serie volgt een nieuw verhaal en gaat verder na de gebeurtenissen met Majin Buu in Dragon Ball Z.

## Verhaal
Battle of Gods saga
Het verhaal gaat verder nadat Majin Buu is verslagen door Goku, die nu een leven leidt als boer. Hoewel er al lange tijd vrede is, is er toch een nieuwe dreiging onderweg genaamd Beerus, the destroyer of worlds die wordt gezien als een van de sterkste en gevaarlijkste van het hele universum. Beerus komt over Goku te weten via een profetie waarin Goku wordt omschreven als een Super Saiyan God. Nadat Beerus dit hoort gaat hij op zoek naar Goku om tegen hem te vechten. Ondertussen is Goku aan het trainen op de planeet van King Kai, nadat hij toestemming van Chichi gekregen had. Uiteindelijk komen Beerus en Whis aan op de planeet van King Kai. Daar komt hij Goku tegen en vraagt hem naar de Super Saiyan God. Goku heeft er geen informatie over, maar vraagt Beerus om het tegen hem op te nemen. In dit gevecht laat hij al zijn Super Saiyan transformaties zien. Beerus is uiteindelijk niet zo onder de indruk en verslaat Goku zonder enige moeite. Daarna vertrekt hij naar de aarde om Vegeta te vragen of hij meer weet over de Super Saiyan God. Vegeta is inmiddels ingelicht door King Kai over de komst van Beerus. Als hij Beerus uiteindelijk tegenkomt krijgt hij flashbacks waarin hij zich herinnert hoe Beerus zijn vader (King Vegeta) commandeerde. Beerus werd boos op King vegeta waardoor Prince Vegeta, Beerus wou aanvallen. Vegeta is zich bewust van de kracht van Beerus en probeert ervoor te zorgen dat Beerus niet boos wordt. Uiteindelijk werd Beerus toch boos en begon een gevecht met Majin Buu, en daarna met de andere Z-fighters, die allemaal makkelijk werden verslagen. Vegeta probeerde ook met hem te vechten maar een blik van Beerus was genoeg om Vegeta tegen te houden. Beerus bepaalt dan de aarde te vernietigen en Vegeta is trots om gedood te worden door de God der Vernietiging. Bulma loopt uit het niets naar Beerus toe en verkoopt hem een klap voor het verpesten van haar verjaardag, waarna Beerus haar met een klap bewusteloos slaat. Als Vegeta dit ziet wordt hij razend en gaat het gevecht aan met Beerus. In het gevecht lijkt hij Beerus aan te kunnen, maar uiteindelijk merkt hij dat Beerus geen schade oploopt dus stopt Vegeta het gevecht. Terwijl Beerus op het punt staat de aarde te vernietigen verschijnt Goku. Hij komt met het idee Shenron te vragen naar de Super Saiyan God. Uiteindelijk komen ze te weten wat een Super Saiyan God is, en na een ritueel verandert Goku daarin en gaat het gevecht aan met Beerus. Na een zwaar gevecht komt Goku erachter dat Beerus te sterk is en doet Beerus alsof hij in slaap is gevallen als excuus dat hij zo de aarde niet kan vernietigen. En zo gaan Beerus en Whis weer terug naar hun planeet en eindigt het dus goed. Vegeta ziet nu dat Goku veel sterker is geworden en dat het moeilijk wordt om Goku bij te houden, dus gaat hij weer trainen.
Golden Frieza saga
Deze verhaallijn komt enkel voor in de anime
Na een tijdje komt hij erachter dat zijn vrouw (Bulma) met Whis omgaat. Zo komt hij erachter dat hij de leraar van Beerus is en wil gelijk zijn leerling worden. Whis is niet onder de indruk en loopt weer verder. Vegeta wordt zijn leerling onder 1 voorwaarde: Hij moet het lekkerste eten van de aarde aan Whis geven. Dit lukt uiteindelijk en zo reizen ze naar de planeet van Beerus en begint begint Vegeta aan zijn training. Ongeveer een half jaar later komt Goku hierachter en gaat ook met Whis mee om te trainen. Daar komt hij Vegeta tegen en ziet dat Vegeta veel sterker is geworden. Tijdens het trainen komen krijgen ze te horen dat Frieza weer leeft en op de aarde is. Ondertussen wil Tagoma(rechterhand van Frieza) het gevecht beginnen met de Z-fighters. Tijdens het gevecht komt er een kikker bij het gevecht die captain Ginyu blijkt te zijn. Nadat Ginyu zijn verhaal aan Frieza heeft verteld, valt Frieza de Z-fighters aan en verslaat ze zonder moeite. Als Gohan boos wordt, verandert hij in een Super Saiyan en verslaat hij Tagoma in een ogenblik. Door hem te sparen wordt Frieza boos, want dat is precies hetzelfde wat zijn vader bij hem had gedaan. Nadat Frieze hem meerdere malen geprobeerd heeft te raken met lichte aanvallen, probeert hij hem te vermoorden met een grote aanval. Piccolo springt ervoor en vangt de klap op maar overleeft de aanval niet. Terug op de planeet van Beerus zien Goku en Vegeta dit en willen zo snel mogelijk naar de aarde. Uiteindelijk confronteren ze Frieza. Als Ginyu Vegeta aanspreekt komt Vegeta snel aan en zegt hem dat hij beter een kikker kon blijven want dan zou hij nog in leven blijven. En met een aanval is Ginyu dood. Daarna verandert Frieza gelijk naar zijn Final Form en tijdens dat proces gaan al zijn soldaten dood, behalve Sorbet. Zo begint het gevecht tussen Goku en Frieza. Vegeta ergert zich eraan dat ze veel praten en valt Goku aan om het hem duidelijk te maken dat hij ook zou willen vechten. Hierna laten Goku en Frieza hun echte krachten zien. Goku verandert in een Super Saiyan God Super Saiyan (ook wel Super Saiyan Blue genoemd) en Frieza in Golden Frieza en beginnen het gevecht. Ondertussen zijn Whis en Beerus onderweg naar de aarde en komen ze Champa en Vados tegen. Zij komen beide uit het 6e universum en zijn plotseling in ons universum. Daarna gaan ze verder en komen ze aan op aarde. 
De serie vertelt hiermee het verhaal van de film Dragon Ball Z: Battle of Gods en wordt gevolgd door de gebeurtenissen uit de film Dragon Ball Z: Resurrection 'F', waarin Frieza weer tot leven komt, en krijgt daarna een compleet nieuw verhaal over alternatieve universums.
Universe 6 Saga
Beerus wordt benaderd door Champa, de 'God of Destruction' afkomstig uit een ander universum: Universe 6. Champa wil een toernooi organiseren tussen Universe 6 en Universe 7, het universum van Goku en zijn vrienden. De 5 beste krijgers van elk universum nemen het op tegen elkaar. Als Universe 6 wint, wordt de Aarde van Universe 7 geruild met die van Universe 6. Wanneer Universe 7 wint, krijgen ze de Super Dragon Balls van Champa.
Future Trunks Saga
Wanneer zijn tijdlijn opnieuw bedreigd wordt, keert Future Trunks terug naar het verleden om hulp te vragen aan Goku en Vegeta. Samen moeten ze het opnemen tegen een vijand die verdacht goed lijkt op Goku, een man genaamd Black.
Universe Survival Saga
Zeno, het multiversum-opperwezen, organiseert een toernooi tussen alle universums om te bepalen welk universum het sterkst is. Goku besluit om mee te doen namens Universe 7, samen met Gohan, Vegeta, Piccolo, Android 17, Android 18, Master Roshi, Krillin, Frieza en Tien Shinhan. Het universum met de meeste vechters die overblijven op het einde, wint het toernooi en mag een wens doen. De verliezende universums zullen vernietigd worden door Zeno.

## Films
De animatiefilm Dragon Ball Super: Broly werd op 14 december 2018 uitgebracht. Het was de eerste film in de Dragon Ball-franchise die werd geproduceerd onder de Super-titel. De film speelt zich af na de verhaallijn "Universe Survival". Op 11 juni 2022 volgde de tweede film Dragon Ball Super: Super Hero.